# 奥斯特罗姆龙属
奥斯特罗姆龙属（属名：Ostromia，係紀念美国古生物学家約翰·奧斯特倫姆）是来自德国晚侏罗世派恩滕组的一属近鸟龙科兽脚类恐龙。该属仅含单一物种厚足奥斯特罗姆龙（O. crassipes），由克里斯蒂安·福斯（Christian Foth）和奥利弗·劳赫（Oliver Rauhut）命名于2017年。

## 发现与命名

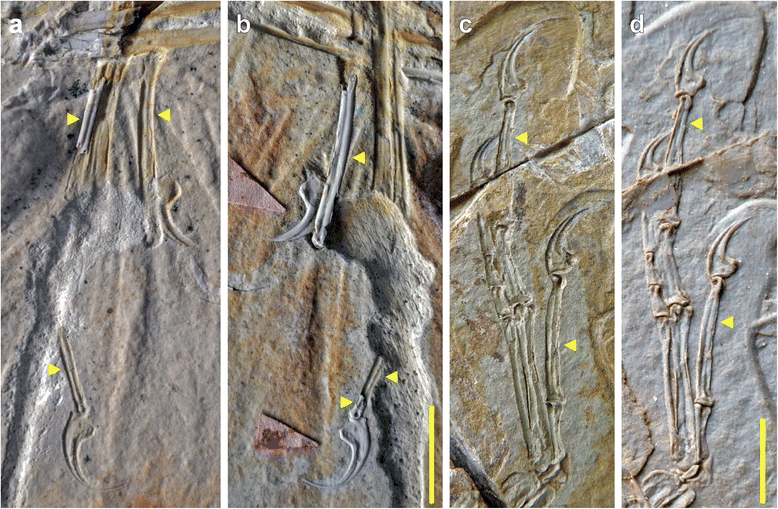
奥斯特罗姆龙（a、b）和近鸟龙（c、d）手骨上的褶皱（黄色箭头）

它最初被误认为是翼龙目的一个物种，并被命名为厚足翼手龙。1970年，古生物学家约翰·奥斯特罗姆将其鉴定为始祖鸟，并称之为哈勒姆标本（Haarlem specimen），因为它保存于哈勒姆的泰勒斯博物馆。2017年，克里斯蒂安·福斯（Christian Foth）和奥利弗·劳赫（Oliver Rauhut）得出结论：它与中国近鸟龙的关系更为密切，并以奥斯特罗姆的命字将其命名为奥斯特罗姆龙（Ostromia）。
与大多数始祖鸟标本相比，其唯一已知标本相当不完整，因为它只保存了四肢骨骼、颈椎和肋骨。由于保存不善，其大多数骨头也是不完整的。一个高质量的正模标本铸模（泰勒标本TM 6928和6929）目前收藏于巴伐利亚国家地质研究院，编号是SNSB-BSPG 1971 I 211。

## 叙述

### 与始祖鸟的差异

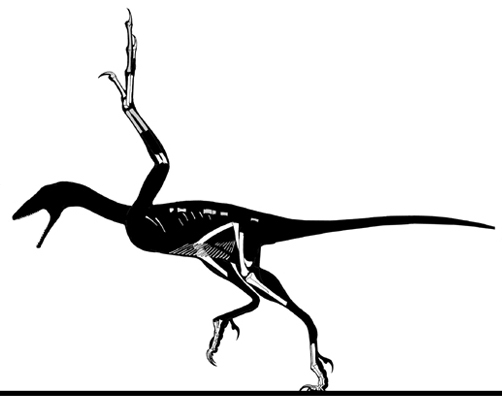
已知化石

哈勒姆标本有许多与始祖鸟不同的特征。奥斯特罗姆龙手部的第三掌骨和第一掌骨间的长度比任何始祖鸟标本都要更大。此外，手部第一指的爪骨小于相应的第一掌骨，而始祖鸟的爪更大。据估计，哈勒姆标本的跖骨也长于始祖鸟标本。

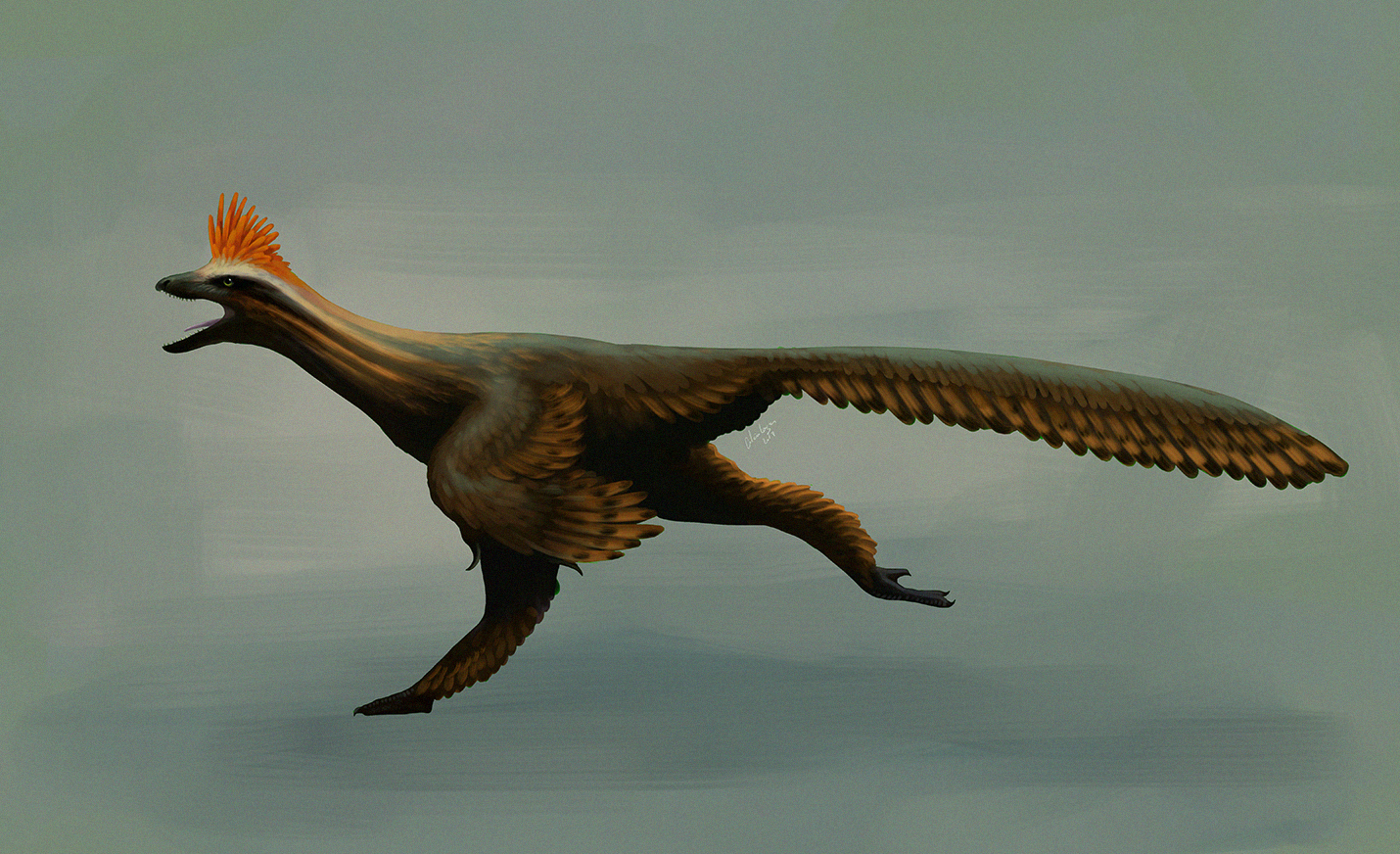
生命复原

此外，哈勒姆标本与近鸟龙具有几个共同特征。最值得注意的是，二者的指骨顶部和底部都有纵向的褶皱。虽然这种结构可能是骨头塌陷或折断的结果（在一些始祖鸟标本中就是这样），但奥斯特罗姆龙和近鸟龙的褶皱的直而光滑的边缘表明它们是合法的生物学特征。哈勒姆标本的耻骨轴也强烈向后弯曲，有一个三角形的耻骨隆起，类似于近鸟龙，但不同于始祖鸟。